# Ilja Markov
Ilja Vladislavovič Markov (rusky Илья Владиславович Марков) (* 19. června 1972) je bývalý ruský atlet, mistr světa v chůzi na 20 km z roku 1999.
Na olympiádě v Atlantě v roce 1996 vybojoval v závodě na 20 kilometrů chůze stříbrnou medaili. V roce 1998 se stal v této disciplíně mistrem Evropy a o rok později mistrem světa. Další medaili - tentokrát stříbrnou - ze světového šampionátu si odvezl z Edmontonu v roce 2001, opět v závodě na 20 kilometrů chůze.
V roce 2009 se stal trenérem polských chodců.